# Movilele de la Cucuteni
Movilele de la Cucuteni este un sit arheologic aflat pe teritoriul satului Cucuteni, comuna Cucuteni. În Repertoriul Arheologic Național, monumentul apare cu codul 96673.01.

## Galerie

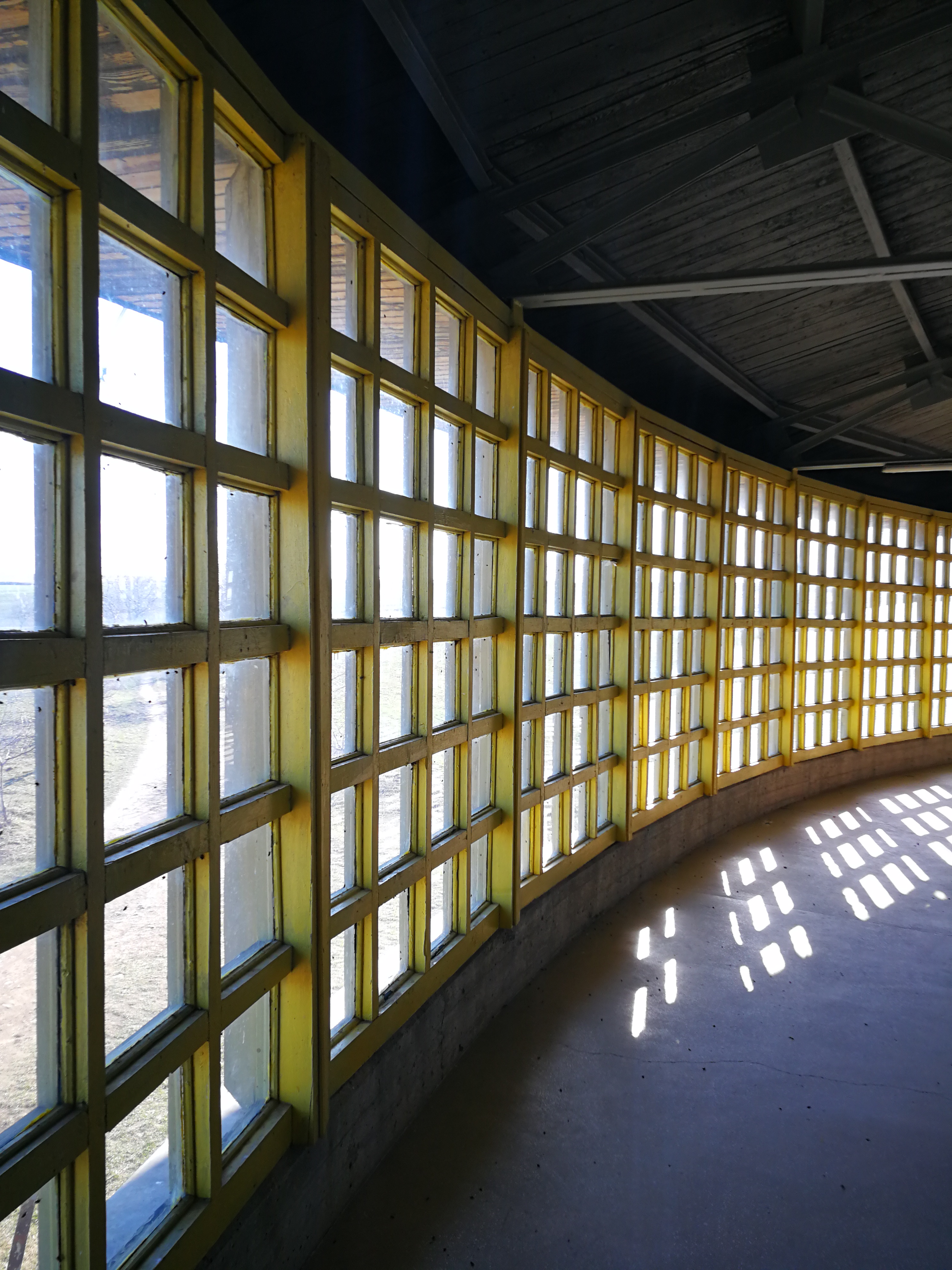
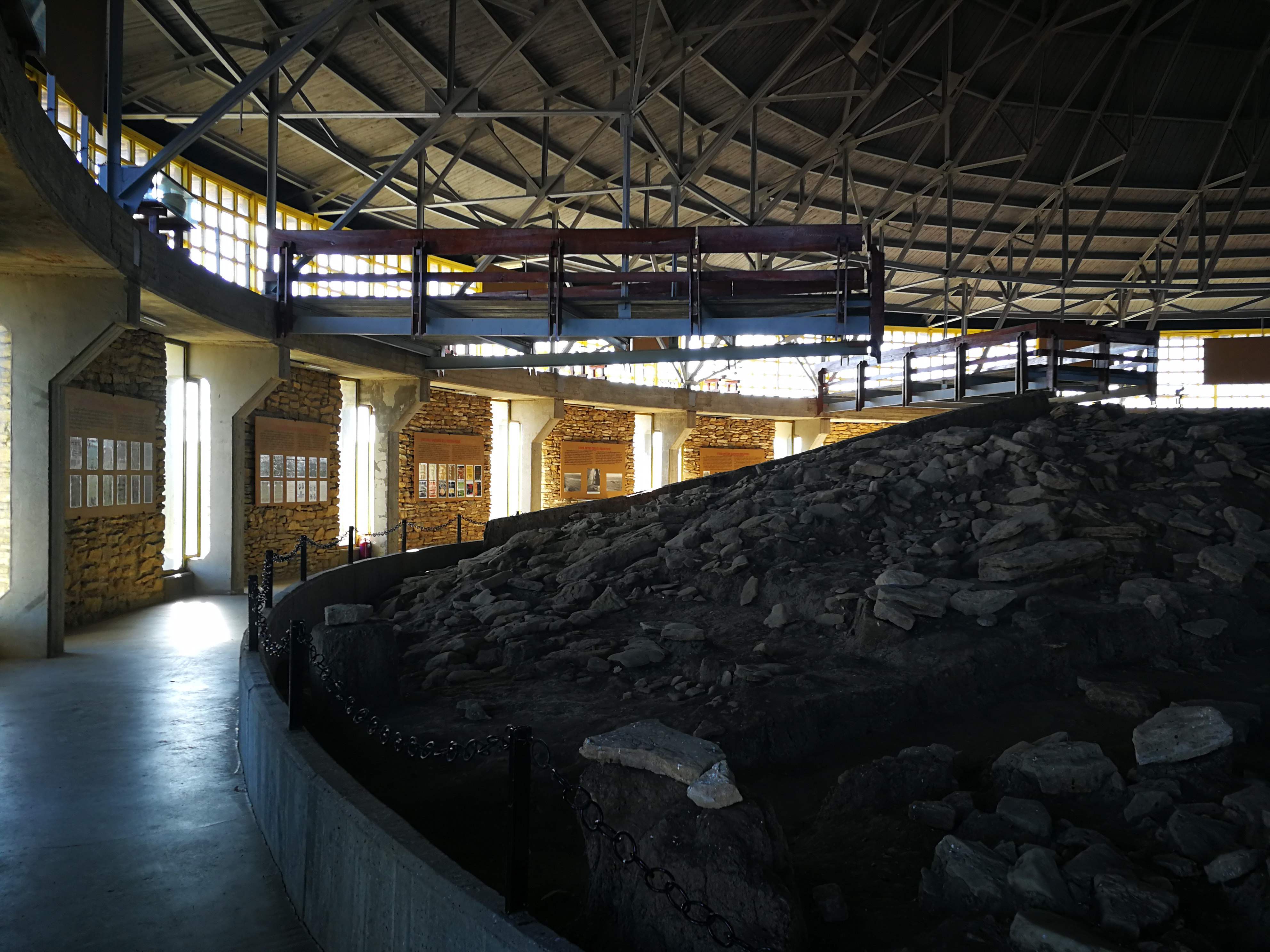
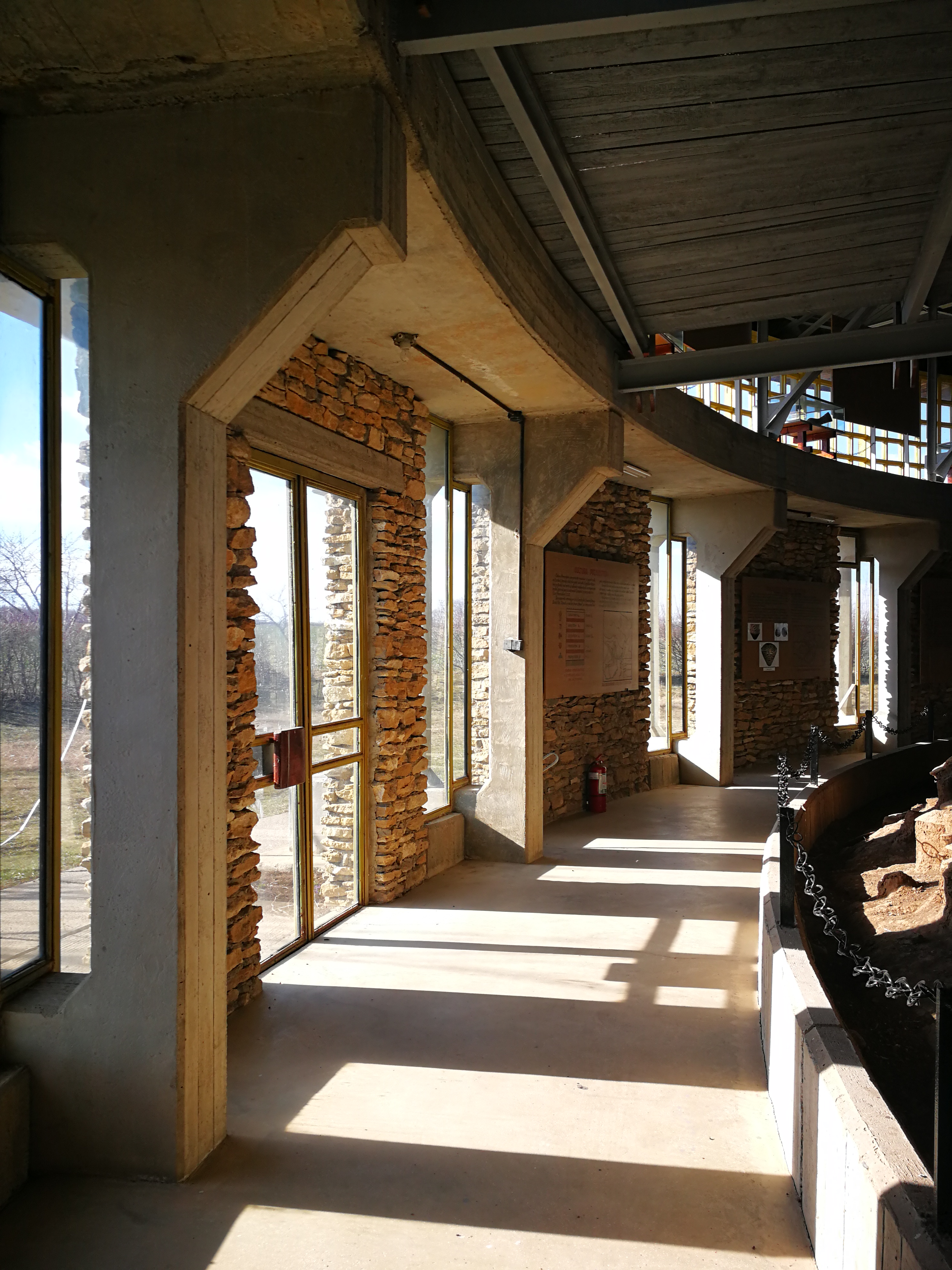
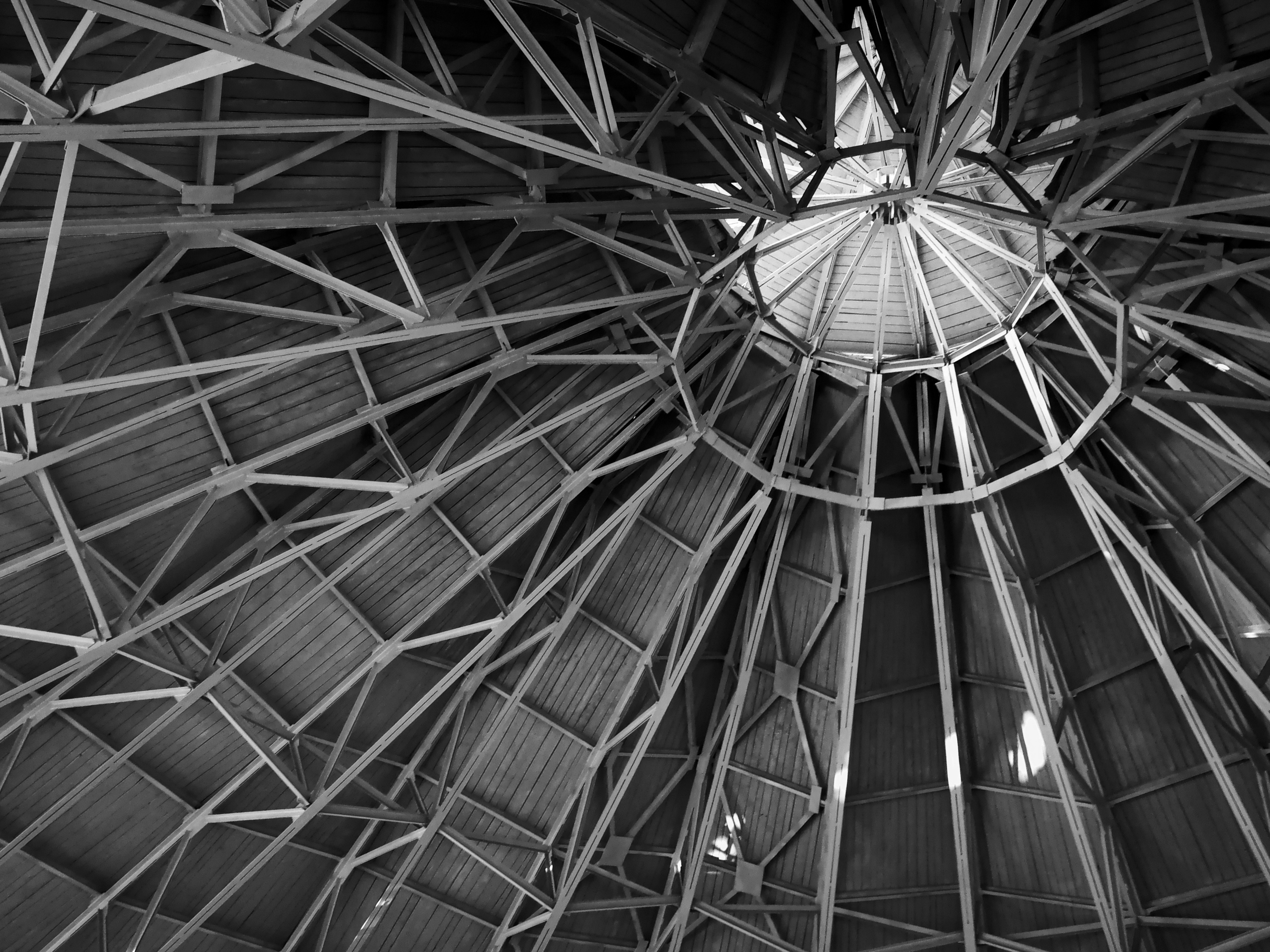